# Sergey Kasnauskas
Siarhey Kasnauskas ,en biélorusse, Сяргей Каснаускас, né le  20 avril 1961 à Retchytsa, est un athlète soviétique, spécialiste du lancer de poids.
Il remporte la médaille d'or lors des Jeux de l'Amitié de 1984 à Moscou, son meilleur résultat est de 22,09 m à Minsk, la même année.